# Sprengel (evangelisch)
Das Wort Sprengel (ursprünglich: sprengel oder sprengil als Name für den Weihwassersprenger des katholischen Priesters oder Bischofs) bezeichnet heute in bestimmten deutschen evangelischen Landeskirchen oder Freikirchen den Wirkungsbereich ihrer Regionalbischöfe. Deren Wirkungsbereich ist deckungsgleich mit Teilen des Wirkungsbereiches des kirchenleitenden Bischofs. Sprengel gibt es in jenen evangelischen Kirchen, die so groß sind, dass bestimmte bischöfliche Aufgaben an eigene Bischöfe bzw. an Regionalbischöfe delegiert werden müssen, die dabei eine der folgenden Dienstbezeichnungen tragen: Bischof, Regionalbischof, Landessuperintendent, Generalsuperintendent, Propst, Prälat. Zu dem jeweiligen Sprengel gehören diejenigen Kirchenkreise und Kirchengemeinden, die im Wirkungsbereich des Regionalbischofs liegen. Jeder Sprengel ist dabei ein besonderer historisch gewachsener kirchlicher Lebensbereich evangelischer Christen mit eigenen Frömmigkeitsformen und wird nicht mehr nur als mittlere Verwaltungsebene in der Hierarchie der Evangelischen Kirche verstanden, sondern auch als Summe aller Angebote und Aktivitäten von Christen in ihren Kirchengemeinden und Kirchenkreisen. 
In anderen Landeskirchen wird der Begriff in Bezug auf große Kirchengemeinden mit mehreren Pfarrstellen verwendet, um das Wirkungsgebiet oder spezielle Aufgaben der Stelleninhaber näher zu definieren. Die Sprengelordnung mit zu beraten ist in der evangelisch-lutherischen Kirche in Bayern eine der Aufgaben des Kirchenvorstands.
Ein Sprengel ist mit einem Regierungsbezirk in der weltlichen Verwaltung vergleichbar. In zahlreichen Kirchen wird anstelle des Wortes Sprengel die Bezeichnung Kirchenkreis, Prälatur oder Propstei verwendet. Die Evangelisch-Lutherische Kirche in Norddeutschland und die Evangelisch-lutherische Landeskirche Hannovers benutzen etwa die Bezeichnung Sprengel für den Seelsorgebezirk eines Bischofs bzw. Regionalbischofs.

Bei der Evangelischen Kirche A. u. H. B. in Österreich entspricht die (Landes-)Superintendentur zwar einem Sprengel, aber nur der Gesamtkirche steht ein Bischof vor.

## Etymologie

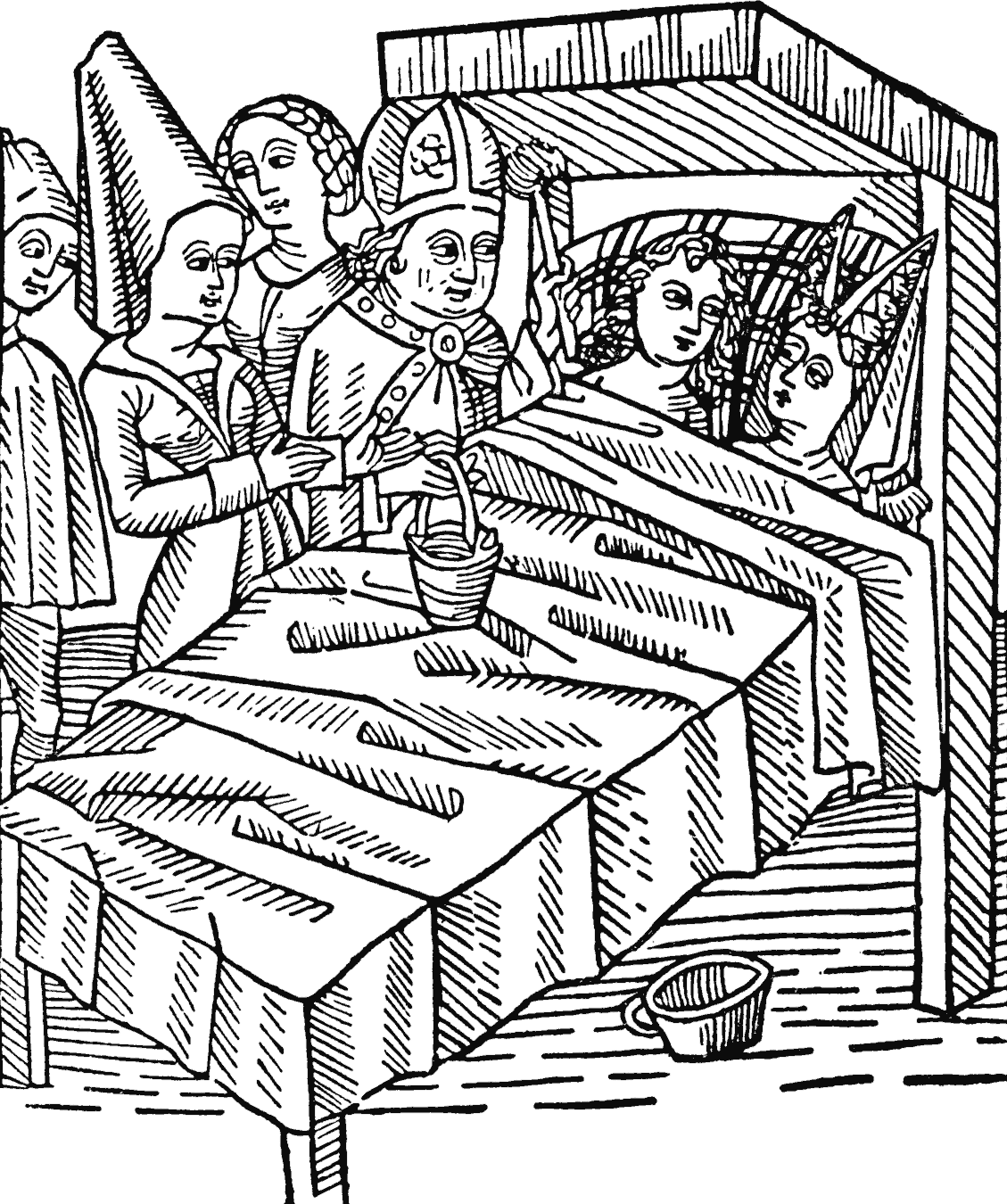
Ein Bischof segnet mit dem Sprengel in seiner Linken ein Brautpaar im Brautbett – Mittelalterliche Darstellung

Die Worte sprengel oder sprengil kommen aus dem katholischen Sprachgebrauch und bezeichneten ursprünglich den Weihwassersprenger, der in der Liturgie für das Besprengen mit Weihwasser genutzt wird. Dieser Name für den Weihwassersprenger wurde später in der katholischen Kirche durch Aspergill (lat.: aspergere – bespritzen) ersetzt. Die Ähnlichkeit des Ölrübsen mit dem Weihwassersprenger führte an der Bergstraße zu der Namensgebung Rübssprengel.
Da der Weihwassersprenger von dem Priester im Rahmen seiner liturgischen Handlungen in seinem ganzen Wirkungsbereich eingesetzt wurde, bekam das Wort Sprengel schon früh die sekundäre Bedeutung: Wirkungsbereich eines Pfarrers. Diese Bedeutung stimmt mit den Wortbedeutungen von Pfarre, Pfarrsprengel, Parochie und Kirchspiel überein. Der Name Sprengel für den Wirkungsbereich eines Pfarrers wurde später sowohl in der katholischen wie evangelischen Kirche zunächst durch diese bedeutungsgleichen Worte und schließlich durch die neugeprägten Begriffe Kirchengemeinde und Pfarrgemeinde ersetzt.
Auch der Wirkungsbereich, in dem der Bischof oder Erzbischof Weihwasser sprengte, wurde Sprengel genannt. Sekundär entstanden dafür die Namen Kirchensprengel und Kirchsprengel. In der katholischen Kirche wurden diese Begriffe später durch Diözese ersetzt. 
In verschiedenen deutschen evangelischen Landeskirchen und Freikirchen wird Sprengel noch heute als Bezeichnung für den Wirkungsbereich eines Regionalbischofs verwendet. 
Eine Übernahme des Begriffes Sprengel in den politischen Bereich führte dazu, dass deutschsprachige öffentliche Verwaltungen diese Bezeichnung übernahmen, um die ihnen unterstellten Verwaltungsebenen beispielsweise in den Begriffen Gerichtssprengel, Schulsprengel, Wahlsprengel oder Zählsprengel zu kennzeichnen. Eine weitere Differenzierung erfuhr der Begriff Archivsprengel als räumlicher Zuständigkeitsbereich eines Archivs, der durch politisch-geographische und/oder thematische und/oder verwaltungstechnische Vorgaben definiert wird. Als Folge der preußischen Verwaltungsreform 1815 ist in den öffentlichen Verwaltungen der Begriff Sprengel jedoch weitgehend durch Bezirk ersetzt worden.